# Marie-Antoinette Katoto
Marie-Antoinette Oda Katoto (ur. 1 listopada 1998 w Colombes) – francuska piłkarka kongijskiego pochodzenia grająca na pozycji napastniczki we francuskim klubie Paris Saint-Germain oraz w reprezentacji Francji. Uczestniczka Letnich Igrzysk Olimpijskich 2024 w Paryżu.

## Sukcesy

### Paris Saint-Germain
- Mistrzostwo Francji: 2020/2021(inne języki)[4]
- Puchar Francji(inne języki): 2017/2018(inne języki)[5], 2021/2022(inne języki)[6], 2023/2024(inne języki)[7]

### Francja U-19
- Mistrzostwo Europy U-19: 2016(inne języki)

### Indywidualne
- Królowa strzelczyń Mistrzostw Europy U-19: 2016(inne języki) (6 goli)[8]
- Królowa strzelczyń igrzysk olimpijskich: 2024 (5 goli)[9]
- Królowa strzelczyń Division 1 Féminine: 2018/2019(inne języki) (22 gole)[10], 2019/2020(inne języki) (16 goli)[11], 2021/2022(inne języki) (18 goli)[12]
- Królowa strzelczyń Pucharu Francji(inne języki): 2021/2022(inne języki) (7 goli)[13]

### Wyróżnienia
- Najlepsza piłkarka Mistrzostw Europy U-19: 2016(inne języki)
- Najlepsza piłkarka Division 1 Féminine: 2021/2022(inne języki)[14]
- Najlepsza młoda piłkarka Division 1 Féminine: 2017/2018(inne języki)[15], 2018/2019(inne języki)[16]
- Piłkarka roku Division 1 Féminine UNFP: 2022(inne języki)[17]
- Młoda piłkarka roku Division 1 Féminine UNFP: 2018(inne języki)[18], 2019(inne języki)[19]
- Drużyna roku Division 1 Féminine UNFP: 2021(inne języki)[20], 2022(inne języki)[21]
- Drużyna sezonu Division 1 Féminine: 2017/2018(inne języki)[15], 2018/2019(inne języki)[16], 2020/2021(inne języki)[22], 2021/2022(inne języki)[14]
- Drużyna sezonu Ligi Mistrzyń UEFA: 2021/2022(inne języki)[23]
- Drużyna turnieju Mistrzostw Europy U-19: 2016(inne języki)[24]
- Piłkarka miesiąca Division 1 Féminine: Listopad 2020[25], Grudzień 2020[26], Styczeń 2022[27]